# Osijek Cannons
Gli Osijek Cannons sono una squadra di football americano, di Osijek, in Croazia; fondati nel 2009, hanno vinto 1 CroBowl.

## Dettaglio stagioni

### Tornei

#### Tornei nazionali

##### Campionato

###### HFL
| Stagione | regular season | regular season | regular season | regular season | regular season | regular season | playoff | playoff | playoff | playoff | playoff | playoff   | playoff          |
|          | Vin            | Par            | Per            | Tot            | PF             | PS             | Vin     | Per     | Tot     | PF      | PS      | risultato | avversaria       |
| -------- | -------------- | -------------- | -------------- | -------------- | -------------- | -------------- | ------- | ------- | ------- | ------- | ------- | --------- | ---------------- |
| 2010     | 0              | 0              | 6              | 6              | 29             | 137            | -       | -       | -       | -       | -       | -         | -                |
| 2012     | 0              | 0              | 6              | 6              | 3              | 251            | -       | -       | -       | -       | -       | -         | -                |
| 2015     | 1              | 0              | 2              | 3              | 35             | 27             | 2       | 0       | 2       | 26      | 7       | Campioni  | Zagreb Patriots  |
| 2016     | 3              | 0              | 0              | 3              | 66             | 14             | 1       | 1       | 2       | 16      | 22      | CroBowl   | Split Sea Wolves |
| Totale   | 4              | 0              | 14             | 18             | 133            | 429            | 3       | 1       | 4       | 42      | 29      |           |                  |

Fonti: Enciclopedia del Football - A cura di Roberto Mezzetti

##### Tornei internazionali

###### Alpe Adria Football League
| Stagione | regular season | regular season | regular season | regular season | regular season | regular season | playoff | playoff | playoff | playoff | playoff | playoff   | playoff    |
|          | Vin            | Par            | Per            | Tot            | PF             | PS             | Vin     | Per     | Tot     | PF      | PS      | risultato | avversaria |
| -------- | -------------- | -------------- | -------------- | -------------- | -------------- | -------------- | ------- | ------- | ------- | ------- | ------- | --------- | ---------- |
| 2013     | 0              | 0              | 5              | 5              | 19             | 229            | -       | -       | -       | -       | -       | -         | -          |
| 2014     | 2              | 0              | 5              | 7              | 97             | 205            | -       | -       | -       | -       | -       | -         | -          |
| Totale   | 2              | 0              | 10             | 12             | 116            | 434            | -       | -       | -       | -       | -       |           |            |

Fonti: Enciclopedia del Football - A cura di Roberto Mezzetti

### Riepilogo fasi finali disputate
| Anno             | Luogo   | Evento | Fase del torneo | Incontro                          | Risultato |
| 14 novembre 2015 | Vukovar | HFL    | CroBowl         | Osijek Cannons - Zagreb Patriots  | 13 - 7    |
| 20 novembre 2016 | Brdovec | HFL    | CroBowl         | Osijek Cannons - Split Sea Wolves | 0 - 16    |

## Palmarès
- 1 CroBowl (2015)